# Yacel Ojeda
Ojeda  Vega est un nom espagnol. Le premier nom de famille, en général paternel, est Ojeda ; le second, en général maternel, souvent omis, est Vega.
Yacel Ojeda Vega née à La Havane, est une coureuse cycliste cubaine des années 1980-1990. Concourant aussi bien sur piste que sur route, elle représente son pays dans différentes compétitions continentales. Ojeda s'octroie, par exemple, les titres panaméricains sur route en 1994 et de la course aux points en 1992.

## Biographie
Élève à l'Institut polytechnique Martyres de Girón (es), Yacel Ojeda passe régulièrement devant le centre sportif Eduardo Saborit (es), installation voisine de son école et située à Playa, une des municipalités de La Havane. Vivement intéressée par la pratique du cyclisme, elle passe le pas en février 1988.
Un mois plus tard, Ojeda dispute sa première compétition lors de la deuxième Copa 8 de Marzo, épreuve créée l'année précédente pour promouvoir le cyclisme féminin. Les résultats y sont faibles car comme tout un chacun, Yacel faisait du vélo mais reste malhabile et pratiquer cette discipline en peloton se révèle stressant.
Puis petit à petit, elle s'investit totalement dans ce sport et progresse. Elle participe à toutes les courses possibles, même celles où la sélection nationale est présente. Ojeda commence à devenir performante dans le contre-la-montre individuel, épreuve où comme son nom l'indique l'athlète est seul contre le chronomètre. Cependant, elle progresse également en groupe, en se joignant aux élèves de l'Escuela de Iniciación Deportiva Escolar de La Havane, en vue des Jeux scolaires de 1988. Lors de cet évènement, Ojeda obtient deux médailles d'argent dans deux disciplines opposées, la vitesse individuelle et la route (demandant l'une l'explosivité et la rapidité et l'autre l'endurance et la résistance).
En septembre, elle intègre la sélection nationale dans les épreuves de vitesse puis à partir de 1992 dans les épreuves de demi-fond sur piste et les compétitions sur route. Yacel Ojeda devient une des plus médaillées des cyclistes cubaines à l'international, principalement au niveau continental. Ainsi elle termine septième des Mondiaux juniors 1989 puis se couvre d'or et d'argent aux championnats panaméricains 1990. Lors des Jeux d'Amérique centrale et des Caraïbes, Ojeda accumule deux médailles de bronze et une en or (à Mexico (es) puis à Puerto Rico (es)). Aux Jeux panaméricains de 1991, qui se déroule dans sa ville natale, elle échoue à la quatrième place en vitesse et sur route. Yacel termine également huitième du Tour de Cuba féminin 1990. En 1992, Yacel Ojeda s'impose dans la Copa 8 de Marzo. La même année, à Quito, la Cubaine remporte son premier titre panaméricain individuel. En 1994, au Chili, avec ses quatre médailles, dont deux titres, elle est la reine des championnats panaméricains.
Aux Jeux panaméricains de 1995, elle obtient la médaille de bronze de la course en ligne et l'argent dans le contre-la-montre individuel. Ce qui lui permet de se qualifier pour les Jeux olympiques d'Atlanta. Pourtant elle n'est pas incluse dans la délégation cubaine pour le Mondial, la désillusion est si forte que cela la déstabilise. Et aux débuts de 1996, Yacel cesse de s'entraîner, après huit ans en sélection nationale. Malgré les efforts de son entraîneur pour lui faire changer d'avis, elle reste indécise. Mariée depuis 1991, avec Osmany Álvarez, lui aussi, membre de l'équipe nationale, ils décident en 1997 d'avoir un enfant, mettant un terme définitif à sa carrière sportive.
En 2005, même si elle n'écarte pas la possibilité de reprendre la compétition dans la catégorie vétéran, Yacel Ojeda préférait se consacrer à ses études et à son rôle de commissaire de course.

## Palmarès sur route

### Jeux panaméricains
- Mar del Plata 1995
  -  Médaillée d'argent du contre-la-montre individuel.
  -  Médaillée de bronze de la course en ligne.

### Championnats panaméricains
- Duitama 1990
  -  Championne panaméricaine du contre-la-montre par équipes.
- Quito 1992
  -  Médaillée de bronze de la course en ligne.
- Curicó 1994
  -  Championne panaméricaine sur route.
  -  Championne panaméricaine du contre-la-montre par équipes.
  -  Médaillée d'argent du contre-la-montre individuel.

### Jeux d'Amérique centrale et des Caraïbes
- Mexico 1990
  -  Médaillée de bronze du contre-la-montre par équipes[2].

### Autres résultats
- 1995
  - 4e étape de la Ruta México[3].

## Palmarès sur piste

### Championnats panaméricains
- Duitama 1990
  -  Médaillée d'argent de la vitesse individuelle.
- Quito 1992
  -  Championne panaméricaine de la course aux points.
  -  Médaillée d'argent de la vitesse individuelle.
- Curicó 1994
  -  Médaillée de bronze de la poursuite individuelle.

### Jeux d'Amérique centrale et des Caraïbes
- Mexico 1990
  -  Médaillée de bronze de la vitesse individuelle[4].
- Ponce 1993
  -  Médaillée d'or la poursuite individuelle[5].